# غيتنغ أوفر إت ويث بينيت فودي

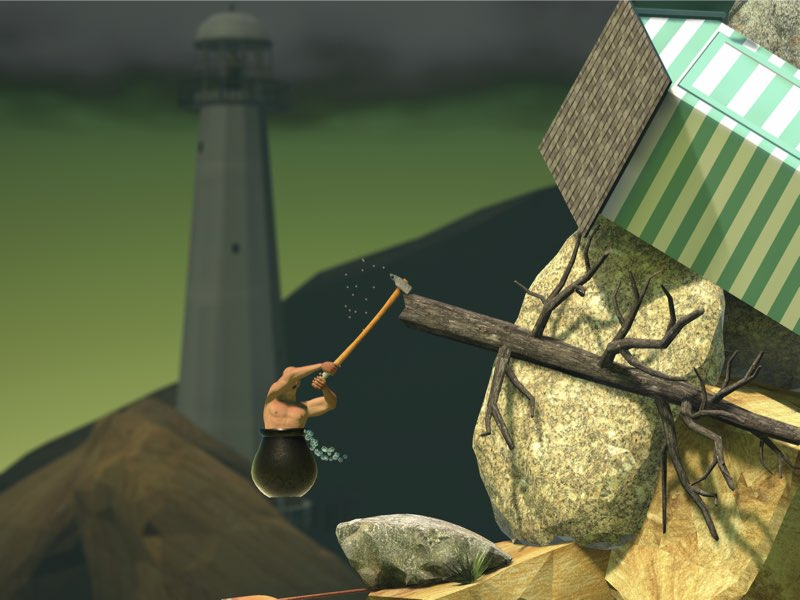
شخصية مجهولة أثناء اللعبة لمحاولة التسلق للأعلى.

غيتنغ أوفر إت ويث بينيت فودي (بالإنجليزية: Getting Over It with Bennett Foddy)‏، هي لعبة فيديو مستقلة أنتجها بينيت فودي الذي أنتج لعبة الفيديو الشهيرة QWOP، حيث صدرت اللعبة في شهر أكتوبر 2017، وتعمل على منصة مايكروسوفت ويندوز وماك أو إس وآي أو إس وأندرويد.

## طريقة اللعب
تبدأ اللعبة وهو عبارة عن رجل معلق بطنجرة طعام ضخمة، وهو غير قادر على خروجه من ذلك الوعاء، وعلى اللاعب أن يتحكم بشخصية الرجل المعلق عن طريق مطرقة خشبية طويلة للتسلق بها والحذر من السقوط كي لا يلقى حتفه، وتعيد اللعبة من نقطة الوصول.

## المواقع الخارجية
- غيتنغ أوفر إت ويث بينيت فودي على موقع IMDb (الإنجليزية)
- اللعبة الرسمية في موقع ستيم